# 铜锣寨路站
铜锣寨路站位于中华人民共和国安徽省合肥市肥西县大潜山大道，是合肥轨道交通4号线的地铁车站。車站于2024年5月1日上午10:00正式啟用。